# Фішбах (Люксембург)
Фішбах (люксемб. Fëschbech, фр. Fischbach, нім. Fischbach) — комуна Люксембургу. Входить до складу кантону Мерш в окрузі Люксембург.

## Географія
Площа території комуни складає 19,61 км² (59-е місце за цим показником серед 116 комун Люксембургу).
Висота найвищої точки комуни над рівнем моря становить 427 метрів (38-е місце за цим показником серед комун країни), найнижчої — 288 метрів (99-е місце).

## Демографія
Станом на 2011 рік на території комуни мешкало 869 ос.
Динаміка чисельності населення:

## Адміністративний поділ
До складу комуни входять такі поселення:
| Поселення   | Населення за даними переписів: | Населення за даними переписів: | Населення за даними переписів: |
| Поселення   | на 31.03.1981                  | на 01.03.1991                  | на 15.02.2001                  |
| ----------- | ------------------------------ | ------------------------------ | ------------------------------ |
| Ангельсберг | 194                            | 186                            | 283                            |
| Фішбах      | н/д                            | 121                            | 178                            |
| Шильцберг   | н/д                            | 53                             | 16                             |
| Шус         | 105                            | 131                            | 158                            |